# Sappho et Alcée
Sappho et Alcée – en anglais Sappho and Alcaeus – est un tableau réalisé en 1881 par le peintre britannique Lawrence Alma-Tadema. De format horizontal, cette peinture à l'huile sur panneau de bois est une peinture d'histoire qui représente la poétesse Sappho et ses compagnes écoutant Alcée de Mytilène leur jouant de la cithare dans un amphithéâtre en marbre de Lesbos, au bord de la mer Égée. Acquise par William T. Walters après 1881, l'œuvre fait partie des collections du Walters Art Museum de Baltimore, dans le Maryland, aux États-Unis.

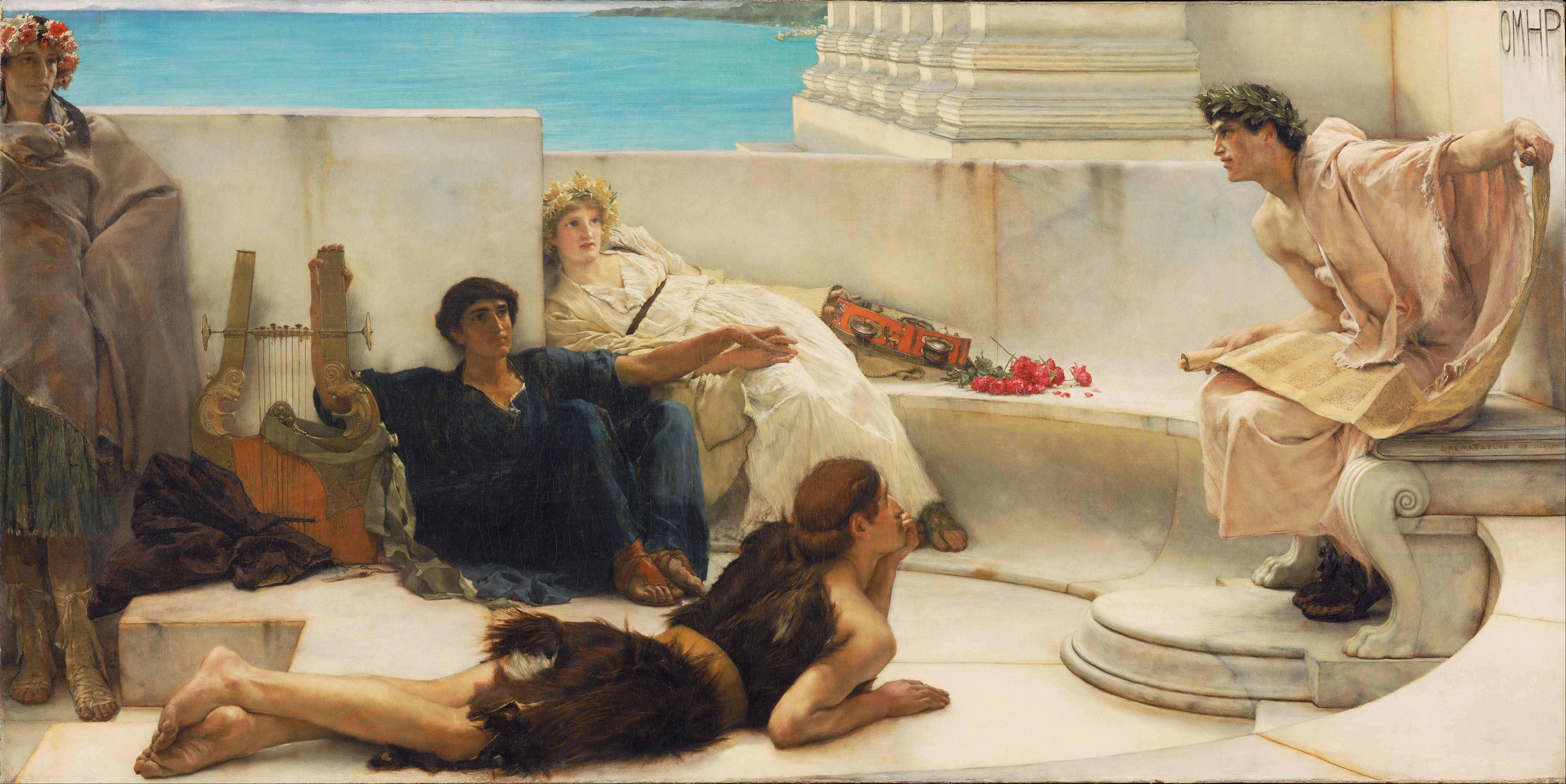
Une lecture d'Homère, 1885 – Philadelphia Museum of Art, Philadelphie.